# De Nachtvlinders
De Nachtvlinders is een Nederlandstalig webzine over het horrorgenre in films, games, series, boeken, comics en events. De Nachtvlinders publiceert een combinatie van voornamelijk nieuwsartikelen en recensies, sporadisch verschijnen er interviews en achtergrondartikelen.

## Geschiedenis
Oprichters Frank Mulder en Laura Walhout zijn 28 november 2009 begonnen met De Nachtvlinders om horror toegankelijker te maken in Nederland en te laten zien dat het genre is breder dan bloed en kettingzagen. Waar veel media toen alleen aandacht besteedden aan horrorfilms, wordt er op dit online magazine ook aandacht besteed aan het genre in andere mediale vormen, zoals series, boeken, comics en games.
Onder andere door de ophef rondom de Nederlandse horrorfilm Sint van Dick Maas en de nazizombiefilm Frankenstein's Army van Richard Raaphorst kreeg de site snel voet aan de grond. De redactie groeide in 2011 door naar zes leden. De horrorliefhebbers van De Nachtvlinders worden met regelmaat om kennis gevraagd in de landelijke en regionale media.

## Samenwerkingen
Zomer 2018 raakte De Nachtvlinders betrokken bij de oprichting van de horrorspecifieke streamingdienst Horrify. Bij de lancering van de streamingdienst in oktober werd De Nachtvlinders-redacteur als hoofdredacteur van Horrify aangesteld. De twee partijen trokken inhoudelijk en op het gebied van marketing met elkaar op.  In de zomer van 2021 trok beheerder Dutch Channels de stekker uit Horrify.
Door de coronacrisis werden er in 2020 veel activiteiten rond Halloween afgelast en hield De Nachtvlinders een online Halloween-festival op Twitch met onder andere een talkshow. Dit laatste bleek de inspiratie een podcast, waarin Nederlandse filmmakers, schrijvers en andere creatievelingen in het horrorgenre werden geïnterviewd. De podcast is na drie afleveringen plots gestopt.
In 2021 was De Nachtvlinders mede-organisator van het nieuwe Dark Arts Film Festival in Amsterdam. Dit nieuwe filmfestival richt zich op korte duister films van zowel Nederlandse als internationale makers. De eerste editie vond 29 t/m 31 oktober 2021 plaatst in LAB 111.